# Studená (Jindřichův Hradec-i járás)
Studená település Csehországban, a Jindřichův Hradec-i járásban. Studená Mrákotín, Jilem, Horní Němčice, Heřmaneč, Zahrádky, Strmilov, Volfířov, Horní Meziříčko, Kunžak, Panské Dubenky és Klatovec településekkel határos. Lakosainak száma 2205 fő (2024. január 1.).

## Népesség
A település lakosságának változását az alábbi diagram mutatja:
| Lakosok száma | 2977 | 3127 | 3231 | 2770 | 2707 | 2495 | 2336 | 2295 | 2219 | 2205 |
|               | 1869 | 1890 | 1921 | 1950 | 1980 | 2001 | 2017 | 2019 | 2022 | 2024 |